# 菅野覚明
菅野 覚明（かんの かくみょう、1956年1月2日 - ）は、日本の倫理学者、曹洞宗の僧侶。皇學館大学文学部神道学科教授、東京大学名誉教授。専攻は日本倫理思想史。

## 人物
東京都生まれ。
1979年に東京大学文学部倫理学科を卒業。1981年に同大学大学院人文科学研究科倫理学専攻修士課程を修了。
1985年に同大学院博士課程退学、文学部助手、1991年に助教授。2005年に東京大学大学院人文社会系研究科教授。2013年に皇學館大学文学部神道学科教授。
2016年に東京大学名誉教授。
他に神道史学会・鈴屋学会・日本武道館評議委員会役員。

## 受賞
- 2001年 - サントリー学芸賞 （『神道の逆襲』にて）

## 門下生
- 木澤景

## 著書
- 『本居宣長 - 言葉と雅び』（ぺりかん社） 1991、改訂版 2004
- 『神道の逆襲』（講談社現代新書） 2001
- 『よみがえる武士道』（PHP研究所） 2003
- 『武士道の逆襲』（講談社現代新書） 2004
- 『詩と国家 - 「かたち」としての言葉論』（勁草書房〈シリーズ言葉と社会〉） 2005
- 『武士道に学ぶ』（日本武道館） 2006 - 冊子
- 『日本の元徳』（日本武道館） 2009 - 冊子
- 『女子の心得 - 社会に出る前に知っておくべきこと』 PHP研究所 2010
- 『吉本隆明 - 詩人の叡智』（講談社〈再発見 日本の哲学〉） 2013／講談社学術文庫 2015
- 『本当の武士道とは何か - 日本人の理想と倫理』（PHP新書） 2019
- 『幕末維新英傑伝』（ミネルヴァ書房） 2021
- 『柳田國男〈人と思想〉』（清水書院） 2023

### 共著
- 『宗教の倫理学』（関根清三編、柳橋博之共著、丸善） 2003.12
- 『全訳注 葉隠』全3巻（訳・校訂代表、栗原剛、木澤景、菅原令子 共訳注、講談社学術文庫） 2017.9 - 2018.11

### 監修
- 『用語集 倫理』（山田忠彰共監修、清水書院） 2000.8、改訂2006、2023ほか

## 論文
- Cinii